# Wiebelhausen (Siegerland)
Wiebelhausen war eine Siedlung zwischen Wilden, Wilnsdorf und Gilsbach im südlichen Siegerland im 14. und 15. Jahrhundert. 1355 erstmals erwähnt, ging sie vor 1417 bereits unter. Der Ort lag zwischen dem heutigen Landeskroner Weiher, Gilsbach und Würgendorf, vermutlich im Tal des Wiebelhäuser Bachs.
Die endgültige Besiedlung des Ortes begann zwischen 800 und 950 in der „Fränkischen Ausbauperiode“. 1355 wurde die Siedlung Wiebelhausen erstmals unter dem Namen „Wybelhusen“ erwähnt. Gräfin Adelheid von Nassau wies dem Ritter Johann aus Burbach 10 Mark Burglehengeld aus ihren Gütern Wiebelhausen, Schmidthain, Ratzenscheid, dem nahe gelegenen Höfen Windhain, Hillingsdorf und Budendorf zu. 1417 wurde die Siedlung letztmals als solche erwähnt: „Der Hoff tzu Wybelhusen yst wuste, 2 Malter Hafer und 1 Malterkorn“. Die Notiz „Wüstung“ („wuste“) lässt auf eine bereits verlassene oder im Begriff zu verlassene Siedlung schließen. Die erwähnten Abgaben bestanden dadurch, dass das Land noch vom neuen Wohnsitz aus bebaut wurde. In der gleichen Urkunde wird ein „Henne van Wibelhusen“ mit Wohnsitz „Wylnstorff“ genannt. In einem Register von 1461 taucht Wiebelhausen gar nicht mehr auf. Am 2. Februar 1471 übertrug Meuth von Selbach „den hoeff zu Webelhusen“ und andere Höfe seinem Schwager. Auf einer alten Karte von 1600 taucht lediglich noch der Flurname „Wiebelhausen“ auf, wie auch auf heutigen Kartenwerken.
Im Jahr 1801 hatten die Brüder Peter und Johann Schmit den Plan, Wiebelhausen neu zu besiedeln. Mit dem Argument, die dort gelegenen Wiesen und Felder könnten besser bestellt und verwaltet werden, als von Gilsbach oder Würgendorf aus, stellen die Brüder bei der fürstlichen Landesregierung einen Antrag. Wenigstens 20 Menschen könnten dort Lebensunterhalt finden. Da keine Antwort auffindbar ist, sind diese Pläne vermutlich durch die Wirren in der napoleonischen Zeit untergegangen.

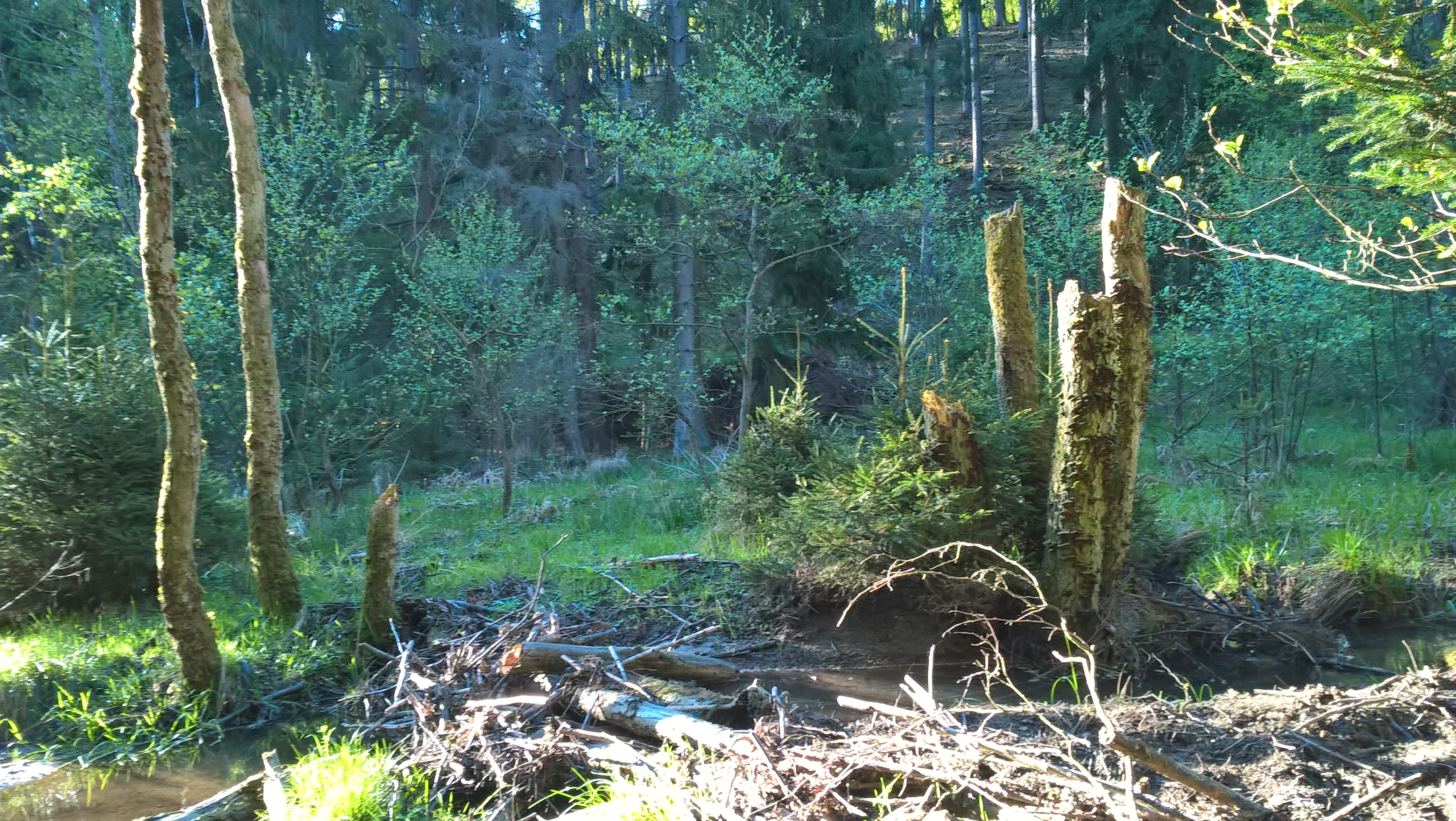
Die seit Jahrhunderten unberührte Natur auf dem ehemaligen Dorfgebiet Wiebelhausens.

Heute erinnern nur noch ein paar Flurnamen und Mauersteine an den Ort. Zudem durchquert die Trasse der Bundesautobahn 45 das ehemalige Ortsgebiet.

## Ortsname
Der Name Wiebelhausen war eine Bildung mit dem Personennamen „Wibil“, der seit 1349 in Siegen bekannt ist.
- 1355, 1417: Wybelhusen
- 1360: Webelshausen
- 1417: Wibelhusen
- 1471: Webelhusen
- 1595: Wibelhausen